# Agrotis corsica
Agrotis corsica är en fjärilsart som beskrevs av Charles E. Rungs 1977. Agrotis corsica ingår i släktet Agrotis och familjen nattflyn. Inga underarter finns listade i Catalogue of Life.